# Automeris draudtiana
Automeris draudtiana é uma espécie de mariposa do gênero Automeris, da família Saturniidae.
Sua ocorrência foi registrada no Brasil, Guatemala e México.